# فرط التحبب
فرط التحبب (بالإنجليزية: Hypergranulosis)‏ هو زيادة سُمك الطبقة الحبيبية، ويُشاهد في أمراض الجلد مع فرط التنسجي البشروي وسوائية التقرن.